# Audi Q8
Audi Q8 (укр. Ауді Кью 8) — купеподібний кросовер виробництва компанії Audi, що з'явився на ринку в 2018 році.

## Опис

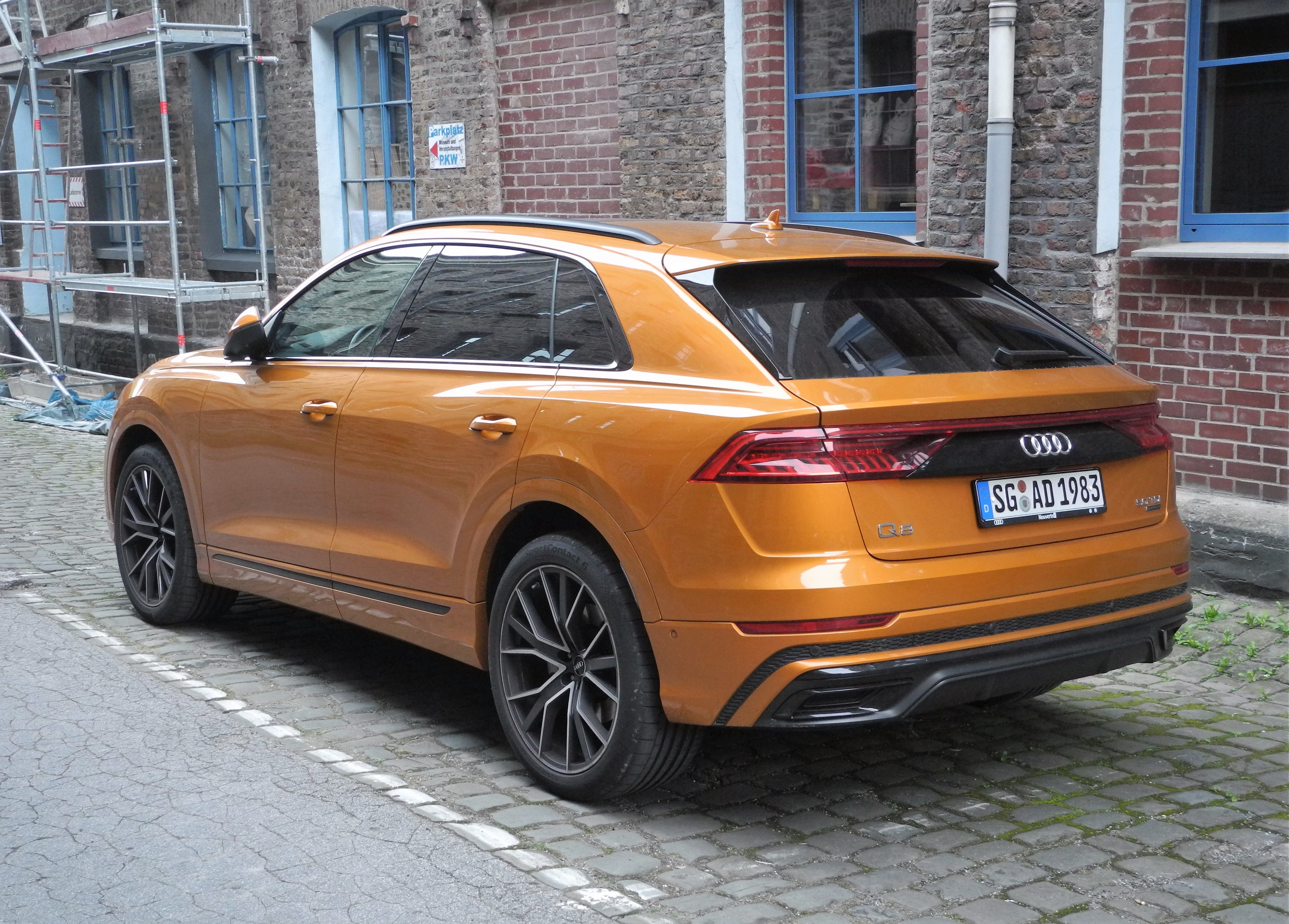
Audi Q8 50 TDI quattro

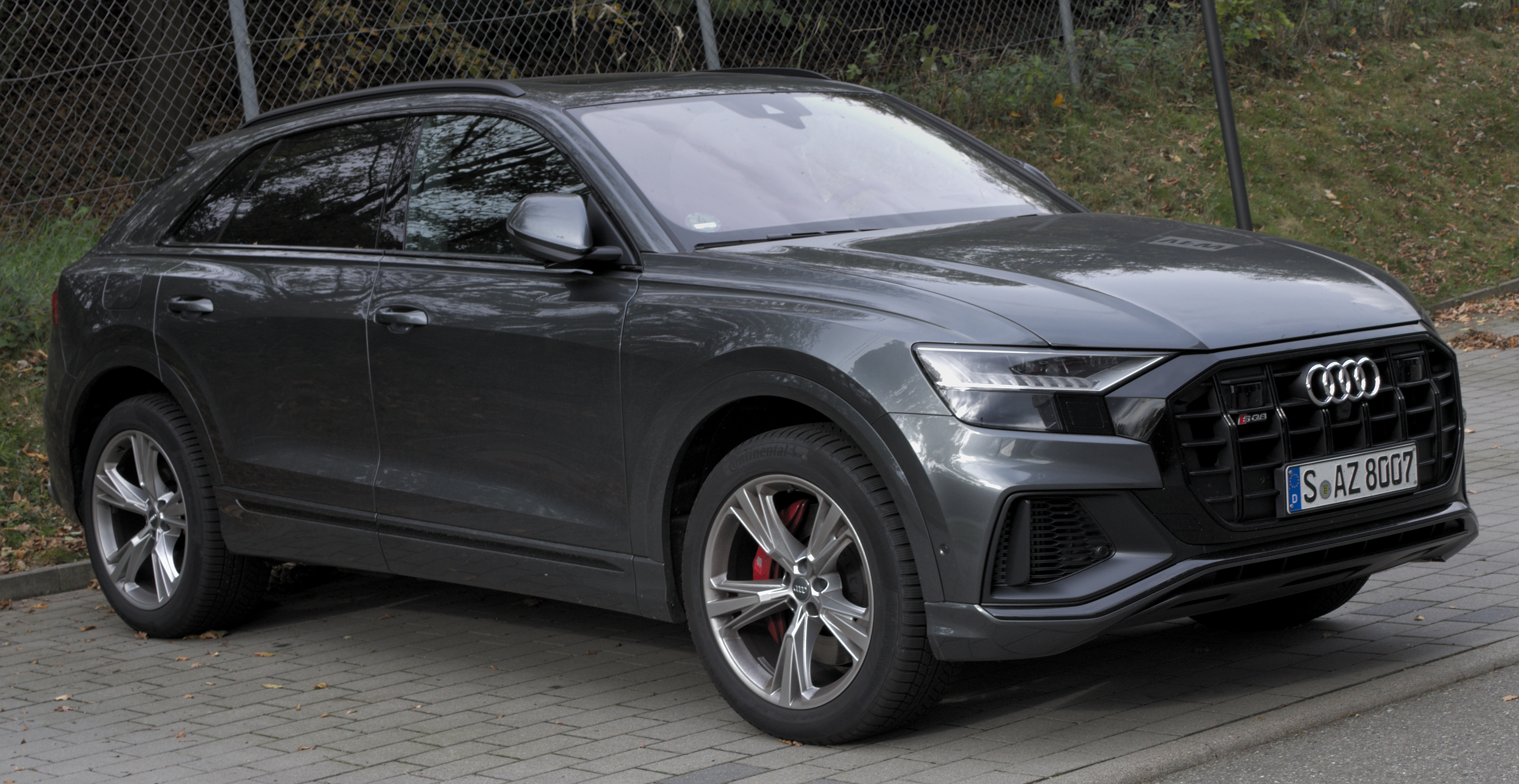
Audi SQ8 TDI quattro

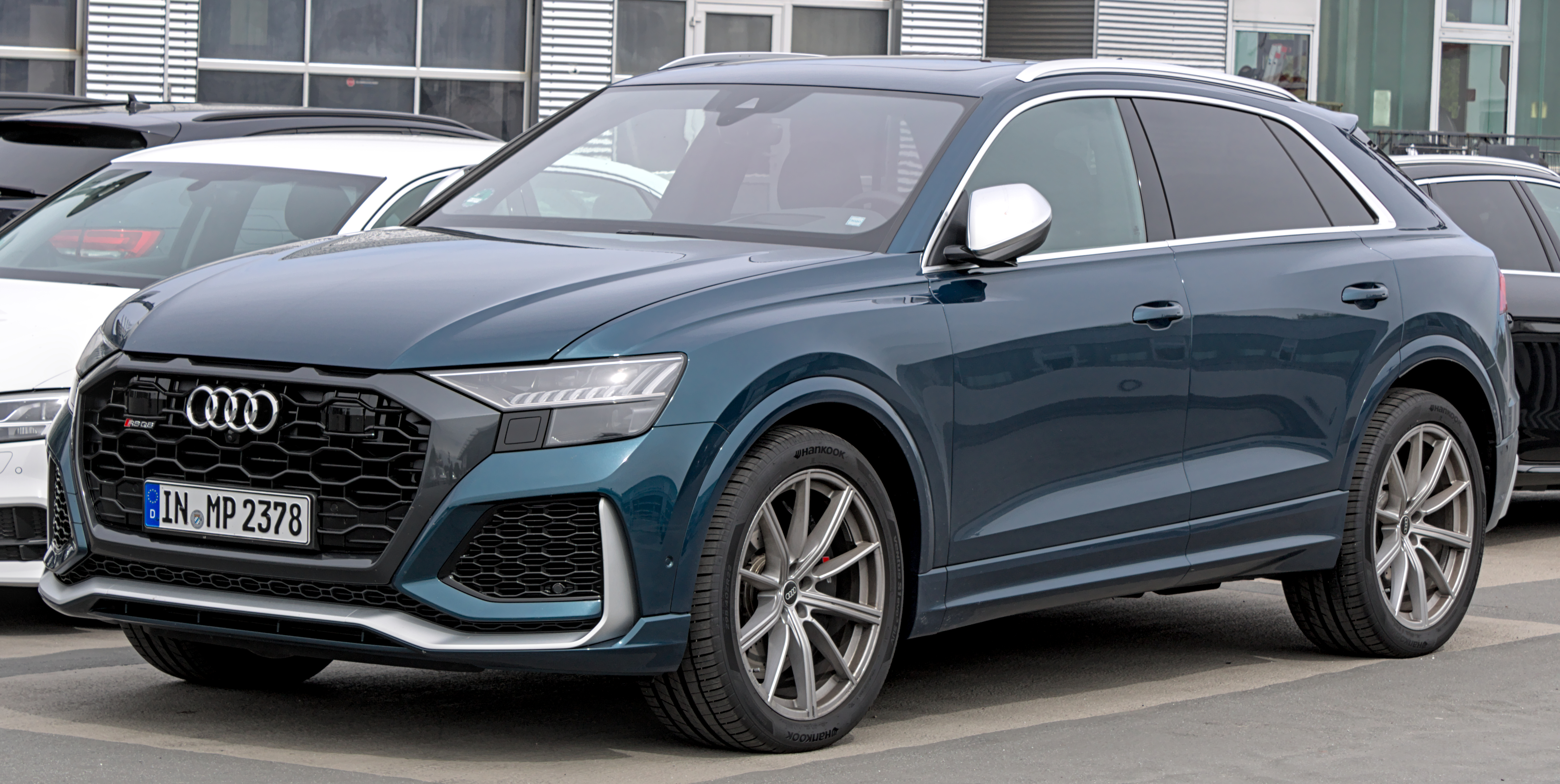
Audi RSQ8

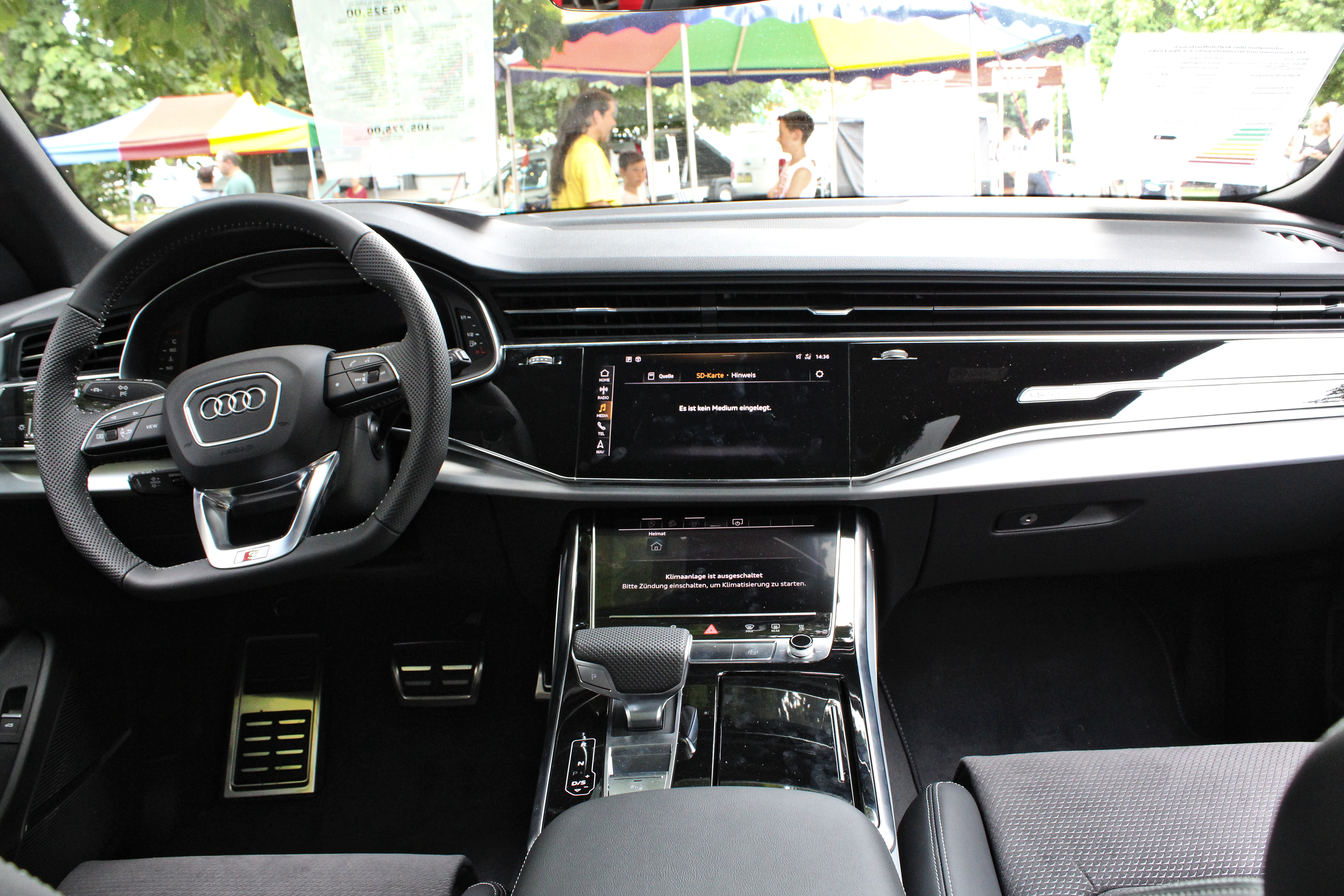
Audi Q8 50 TDI quattro

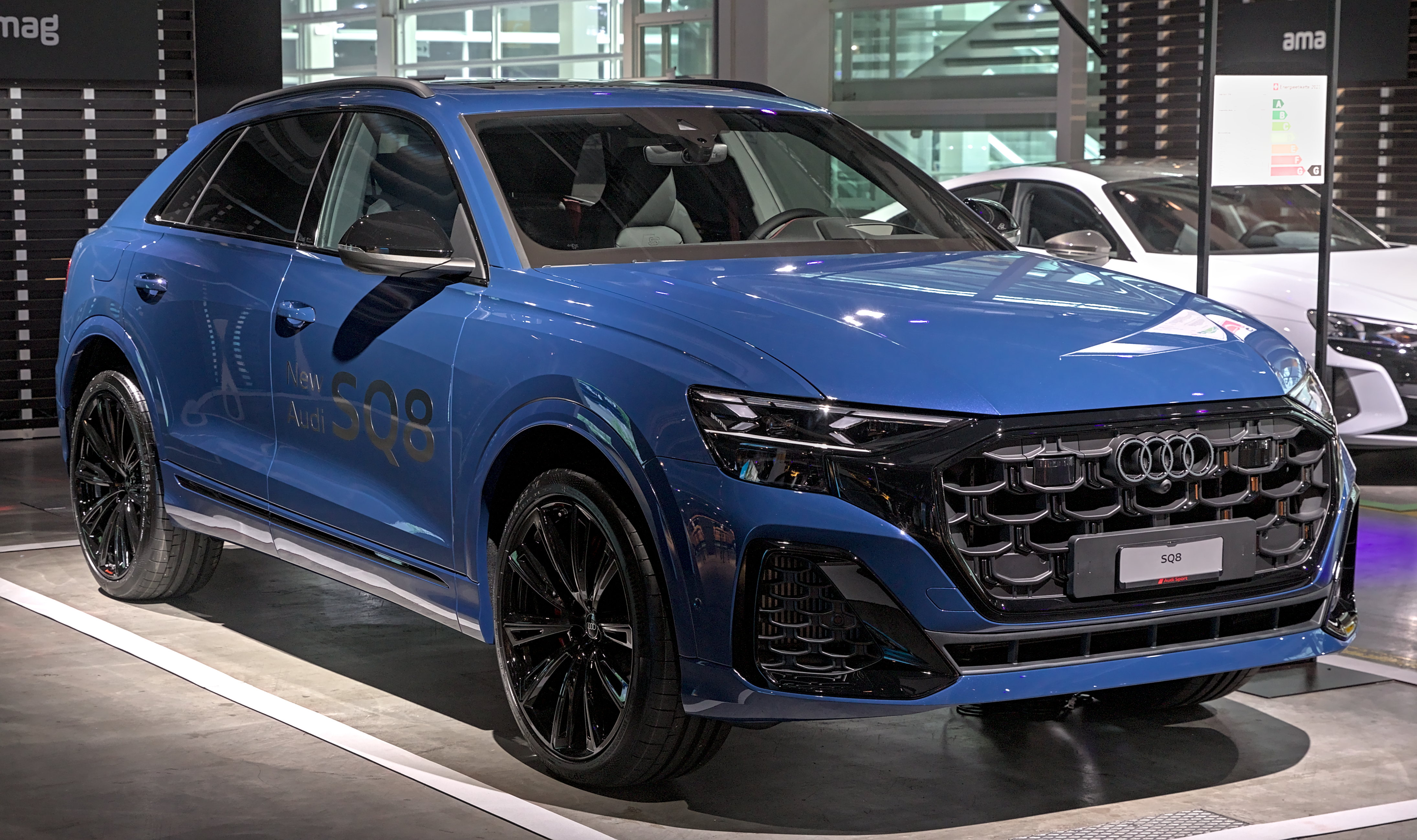
Audi SQ8 (з 2023)

Автомобіль дебютував 5 червня 2018 року на Шанхайському автосалоні. Audi Q8 стала першою моделлю позашляховика, розробленою новим керівником Audi з дизайну, Марком Ліхтей, і відкриває нову мову дизайну для позашляховиків Audi і для бренду в цілому. Велика решітка радіатора з горизонтальними планками, і лінії Q8 натхненні ралійних автомобілем Audi Quattro з 1980-х років.
В основі нової моделі, як і Audi Q7, лежить платформа MLB другого покоління (двохважільна підвіска спереду, багатоважільна ззаду). Всі версії Q8 оснащені постійним повним приводом quattro з механічним міжосьовим диференціалом, який розподіляє в нормальних умовах тягу в співвідношенні 40:60 (передня вісь/задня вісь). «У базі» встановлені керовані амортизатори, а за доплату можна отримати адаптивну пневмопідвіску з регулюванням жорсткості і можливістю збільшення кліренсу на 90 мм. У базове оснащення входить рульове управління з прогресивною характеристикою. Опція — повнокероване шасі з кутом відхилення задніх коліс до п'яти градусів. На малих швидкостях система скорочує діаметр розвороту, на високих — підвищує стабільність.
Багажник Audi Q8 вміщає 605 літрів поклажі з усіма пасажирами на борту. А якщо скласти другий ряд крісел можна розмістити 1 755 необхідного в подорож інвентарю.
Управління MMI touch response означає мінімізацію кількості реальних кнопок. Вони замінені віртуальними з тактильним відгуком у вигляді вібрації екрану. Є розпізнавання голосу. Мультимедійна система MMI navigation plus, в яку входить модуль зв'язку Audi connect з підтримкою стандарту LTE Advanced і хот-спотом Wi-Fi, у всіх комплектаціях буде стандартною в Німеччині. Також нова «кушка» запропонує ряд функцій на базі зв'язку Car-to-X (використовується інформація з інтелектуальної мережі машин Audi).
В Інгольштадті планують продавати по 25 тисяч подібних машин щорічно.
Кросовер Audi Q8 отримав алюмінієву просторову раму. Споряджена маса «к'ю-восьмого» повинна бути на 300 кг меншою, ніж у нинішньої моделі Q7. Також подейкують, у новинки буде салон на чотири або на п'ять місць. Атмосферних моторів у гамі не очікується: лише бензинові двигуни V6 і V8 з турбонаддувом або приводним нагнітачем, а також турбодизелі (з Bi-turbo). На вершині лінійки буде знаходитися модифікації Audi SQ8 і RS Q8, перший з турбодизелем а другий з наддувним мотором V8 4.0 потужністю до 600 сил. Для Північно-Американського пізніше буде доступна бензинова варіація моделі SQ8 з 4-літровим бітурбованим V8 потужністю понад 500 сил.
Конкурентами Audi Q8 є BMW X6 і Mercedes-Benz GLE Coupe.[неавторитетне джерело]

### RS Q8
21 листопада 2019 року дебютував Audi RS Q8. Автомобіль показав рекордний час на Нордшляйфе (7:42.253).
У 2024 році RS Q8 було представлено в оновленій версії та версії Performance з двигуном V8 потужністю 640 к.с. 

### Q8 TFSIe Quattro
14 жовтня 2020 року до асортименту модифікацій Q8 було додано два варіанти плагін-гібриду: 55 TFSIe Quattro та 60 TFSIe Quattro. Оголошена вартість на ринку в Німеччені від €75 351. Гібрид Audi Q8 поєднює двигун 3.0 TFSI V6 в парі із електродвигуном різної потужності, а також восьмиступінчату АКПП та літій-іонний акумулятор ємністю 17,8 кВтч. В підсумку це до 455 к.с. потужності та 700 Нм крутного моменту з динамікою розгону з 0 до 100 км/год за 5,4-секунди та максимальною швидкістю 240 км/год. Гібрид Audi Q8 здатен проїхати на одному заряді батареї до 47 км в режимі EV.
Audi оновила Q8 для 2021 модельного року. Усі комплектації кросовера отримали функцію попередження про перехресний рух ззаду та контроль сліпих зон.
У 2024 році Audi Q8 отримала свіжий дизайн кузова: нову радіаторну решітку, оптику, стилі коліс та кольори кузова. 

## Двигуни
Бензинові:
- 45 TFSI 2.0 VW EA888 I4 245 к.с. 370 Нм
- 55 TFSI 3.0 VW EA839 V6 340 к.с. 500 Нм
- SQ8 TFSI 4.0 VW EA825 V8 500 к.с. 770 Нм
- RS Q8 TFSI 4.0 VW EA825 V8 600 к.с. 800 Нм
- RS Q8 performance TFSI 4.0 VW EA825 V8 640 к.с. 850 Нм

Дизельні:
- 45 TDI 3.0 VW EA897 evo V6 231 к.с. 500 Нм
- 50 TDI 3.0 VW EA897 evo V6 286 к.с. 600 Нм
- SQ8 TDI 4.0 VW EA898 V8 435 к.с. 900 Нм

Гібридні:
- 55 TFSI e 3.0 V6 VW EA839 PHEV V6 381 к.с. 600 Нм
- 60 TFSI e 3.0 V6 VW EA839 PHEV V6 462 к.с. 700 Нм

## Опційне обладнання
Сучасний позашляховик Audi доступний з декількома пакетами. Якщо говорити про найкращі, то перш за все це «Adaptive Chassis» з пневматичною підвіскою. Другий пакет «Luxury» з оздобленням стелі обшивкою «Alcantara», масажною функцією сидінь та винятковою шкірою «Valcona». Окрім них передбачений пакет «Year One» з чисельними допоміжними функціями водієві, 22-дюймовими колесами «Anthracite», екстер'єром «Black Optic», червоними гальмівними супортами, емблемами «S-line», підсвічуванням бамперів та дверних порогів. Додатковою опцією може бутити аудіосистема «Bang & Olufsen 3D» на 19 динаміків.